# Echoput
Een echoput is een diepe waterput met, vanwege die diepte, een goede echo.

## Putten
De bekendste put van Nederland is de Echoput in de gemeente Apeldoorn, die vroeger vaak einddoel was van schoolreisjes. Ook de Drususbrunnen, vlak over de Nederlands-Duitse grens in Hoch-Elten is een bekende echoput.